# Мамчук Юрій Євстахієвич
Юрій Євстахійович Мамчук (5 лютого 1971, м. Київ) — український оперний співак (баритон).

## Освіта
- 1988—1993 — навчався на вокальному відділенні Київського державного музичного училища імені Р. М. Глієра у класі І. Паливоди. Навчаючись брав участь у оперних постановках і став лауреатом першого Національного фестивалю імені М. Лисенка.
- 1995 — вступив на вокальне відділення Київської Національної музичної академії імені П. І. Чайковського до класу професора, соліста Національної опери України імені Тараса Шевченка А. Вострякова, яку закінчив у 1999 році, заспівавши партію Жермона в опері Верді «Травіата».
- лютий 2003 – січень 2005 — стажувався та навчався у Центрі оперного співу імені Федора Шаляпіна у Москві під керівництвом народної артистки Росії Г. П. Вишневської.
- серпень 2006 — стажувався в Міжнародній Академії Опери у місті Ріміні (Італія) за запрошенням італійського піаніста і композитора Карло Парі. Під час стажування брав уроки вокалу у італійського баритона Алессандро Каламаі та майстер-класи у багаторічного соліста театру Ла Скала Роландо Панераї.

## Педагогічна діяльність
Нині викладає вокал у Київській дитячій академії мистецтв.

## Творчість
Співав з раннього дитинства, з чотирьох років[джерело?]. Був солістом у дитячому хорі «Дзвіночок» та у великому дитячому хорі Національної радіокомпанії України. Брав участь у студентських оперних спектаклях[джерело?].
У 1996 разом із Київським симфонічним хором та оркестром під керівництвом Роджера Мак-Мерріна (США) гастролював по США та Європі, виступав солістом хору в найбільших концертних залах Америки (Carnegie Hall, Cincinnati Hall та інших).
Дискографія
У 2007 році разом із Національним оркестром України під керівництвом В. Сіренка був записаний перший професійний диск Юрія — «Presentation», до якого увійшли античні та оперні арії, італійські та українські народні пісні[джерело?].
У 2011 році був виданий альбом українських пісень «The Heart of Ukraine», до якого, серед інших, увійшли пісні «Як тебе не любити, Києве мій!», «Рідна мати моя», «Дивлюсь я на небо».

## Відзнаки
- Лауреат 1-го міжнародного фестивалю імені М. Лисенка в Києві.